# Siemion Wasiagin
Siemion Pietrowicz Wasiagin (ros. Семён Петрович Васягин, ur. 2 lutego?/15 lutego 1910 we wsi Bielajewo w guberni twerskiej, zm. 14 kwietnia 1991 w Moskwie) – radziecki dowódca wojskowy, generał armii (1976).

## Życiorys
Od 1932 był pracownikiem politycznym wojsk OGPU/NKWD i Armii Czerwonej, 1937 ukończył Komunistyczny Uniwersytet w Moskwie Po napaści Niemiec na ZSRR był szefem wydziału politycznego, komisarzem wojskowym i zastępcą dowódcy do spraw politycznych dywizji strzeleckiej i korpusu na Frontach Zachodnim, Kalinińskim, 1 Nadbałtyckim i 3 Białoruskim.
Po wojnie ukończył kursy przy Akademii Wojskowo-Politycznej (1948), zajmował wysokie stanowiska w armii, był szefem wydziału politycznego korpusu, członkiem rady wojskowej - szefem Zarządu Politycznego szeregu okręgów wojskowych (m.in. Archangielskiego Okręgu Wojskowego), Grupy Wojsk Radzieckich w Niemczech (1958-1967).
Od 1967 był członkiem Rady Wojskowej - szefem Zarządu Politycznego Wojsk Lądowych, od 1981 pracował w Centralnym Aparacie Ministerstwa Obrony ZSRR.
Na 23, 24 i 25 Zjeździe KPZR był wybierany w skład Centralnej Komisji Rewizyjnej. Był deputowanym do Rady Najwyższej ZSRR 4, 6-10 kadencji. Posiadał odznaczenia państwowe.
Został pochowany na moskiewskim Cmentarzu Nowodziewiczym.